# Scansoriopteryx
Scansoriopteryx (лат.) — род тероподовых динозавров из семейства скансориоптеригид (Scansoriopterygidae), включающий единственный вид — Scansoriopteryx heilmanni.
В 2014 году была опубликована статья, согласно которой вид рассматривается авторами публикации в качестве птицы, потомка архозавров. Филогенетический анализ никогда не подтверждал данную альтернативную интерпретацию, и аргументы авторов публикации были подвергнуты критике как ненаучные.

## Описание
Окаменелости были обнаружены в отложениях юрского периода в Китае (уезд Цзяньчан, провинция Ляонин на северо-востоке страны, возраст около 169 млн лет). Вид был впервые описан по останкам молодой особи американским палеонтологом Стивеном Черкасом (Stephen A. Czerkas; The Dinosaur Museum, Blanding, Юта, США) и китайским коллегой Юань Чунси (Chongxi Yuan; Institute of Geology, Chinese Academy of Geological Sciences, Пекин, Китай) и выделен в монотипические род и семейство (Scansoriopterygidae). Позже в семейство добавили ещё 2 рода: Epidendrosaurus Zhang et al., 2002 и Epidexipteryx Zhang et al., 2008. Так как останки голотипа были получены от частных лиц, то первоначальная оценка возраста находки оспаривается. По другим данным это формация Daohugou Beds (Tiaojishan Formation, средняя юра), где также найден Epidendrosaurus. Первоначально авторы (Czerkas, Yuan, 2002) называли возраст находки соответствующим формации Dawangzhangzi, или Yixian Formation, которые относят к меловому периоду (около 122 млн лет).

## Этимология
Видовое название heilmanni дано в честь Герхарда Хейлмана (Gerhard Heilmann), пионера исследований палеонтологии птиц, развившего концепцию происхождения птиц от древесных предков. Название рода Scansoriopteryx образовано от сочетания латинского слова scandere (восходить, подниматься) и греческого слова -pteryx (перо, крыло).

## Филогения
Б. Соркин (2020) приводит следующую кладограмму cкансориоптеригид, отображающую результаты предыдущих филогенетических исследований:
|  | Epidexipteryx hui                                                  |
|  |                                                                    |
|  | \| \| Yi qi \| \| \| \| \| \| Ambopteryx longibrachium \| \| \| \| |
|  |                                                                    |
|  | Yi qi                                                              |
|  |                                                                    |
|  | Ambopteryx longibrachium                                           |
|  |                                                                    |

|  | Yi qi                    |
|  |                          |
|  | Ambopteryx longibrachium |
|  |                          |

|  | Epidexipteryx hui                                                  |
|  |                                                                    |
|  | \| \| Yi qi \| \| \| \| \| \| Ambopteryx longibrachium \| \| \| \| |
|  |                                                                    |
|  | Yi qi                                                              |
|  |                                                                    |
|  | Ambopteryx longibrachium                                           |
|  |                                                                    |

|  | Yi qi                    |
|  |                          |
|  | Ambopteryx longibrachium |
|  |                          |

|  | Epidexipteryx hui                                                  |
|  |                                                                    |
|  | \| \| Yi qi \| \| \| \| \| \| Ambopteryx longibrachium \| \| \| \| |
|  |                                                                    |
|  | Yi qi                                                              |
|  |                                                                    |
|  | Ambopteryx longibrachium                                           |
|  |                                                                    |

|  | Yi qi                    |
|  |                          |
|  | Ambopteryx longibrachium |
|  |                          |

|  | Epidexipteryx hui                                                  |
|  |                                                                    |
|  | \| \| Yi qi \| \| \| \| \| \| Ambopteryx longibrachium \| \| \| \| |
|  |                                                                    |
|  | Yi qi                                                              |
|  |                                                                    |
|  | Ambopteryx longibrachium                                           |
|  |                                                                    |

|  | Yi qi                    |
|  |                          |
|  | Ambopteryx longibrachium |
|  |                          |

## Отношение к птицам
В июле 2014 года в журнале Journal of Ornithology было опубликовано исследование, согласно которому Scansoriopteryx можно отнести к древним птицам, потомкам архозавров. Одним из автором публикации выступает американский палеонтолог Алан Федучия, который продолжают настаивать, что птицы произошли не от динозавров, а от более ранних архозавров типа лонгисквамы. Он утверждает, что сходство между птицами и манирапторами является результатом конвергентной эволюции.
В конце 1990-х годов Федучия и Мартин выдвинули модифицированную версию своей гипотезы, согласно которой манирапторы являются нелетающими потомками ранних птиц. Данная гипотеза оспаривается большинством палеонтологов.
Филогенетический анализ никогда не поддерживал эту альтернативную интерпретацию, и аргументы авторов публикации были подвергнуты критике как ненаучные.
В своей новой публикации Федучия отмечает, что у Scansoriopteryx обнаружены характерные для птиц анатомические особенности: удлинённые передние конечности, запястные кости в форме полумесяца, конечности, приспособленные для сидения на ветках. Перья, расположенные на передних и задних конечностях свидетельствуют о том, что он мог планировать по воздуху, перелетая между деревьями, а это, в свою очередь означает, что полёт возник не «снизу вверх», когда наземные тероподовые динозавры начали летать, а «сверху вниз», когда архозавры обзавелись перьями, позволившими им короткое время планировать в воздухе.